# 미스토홀딩스
휠라(영어: Fila 필라[*])는 의류 및 스포츠 용품을 제조, 판매하는 이탈리아계 대한민국의 기업이다.

## 역사

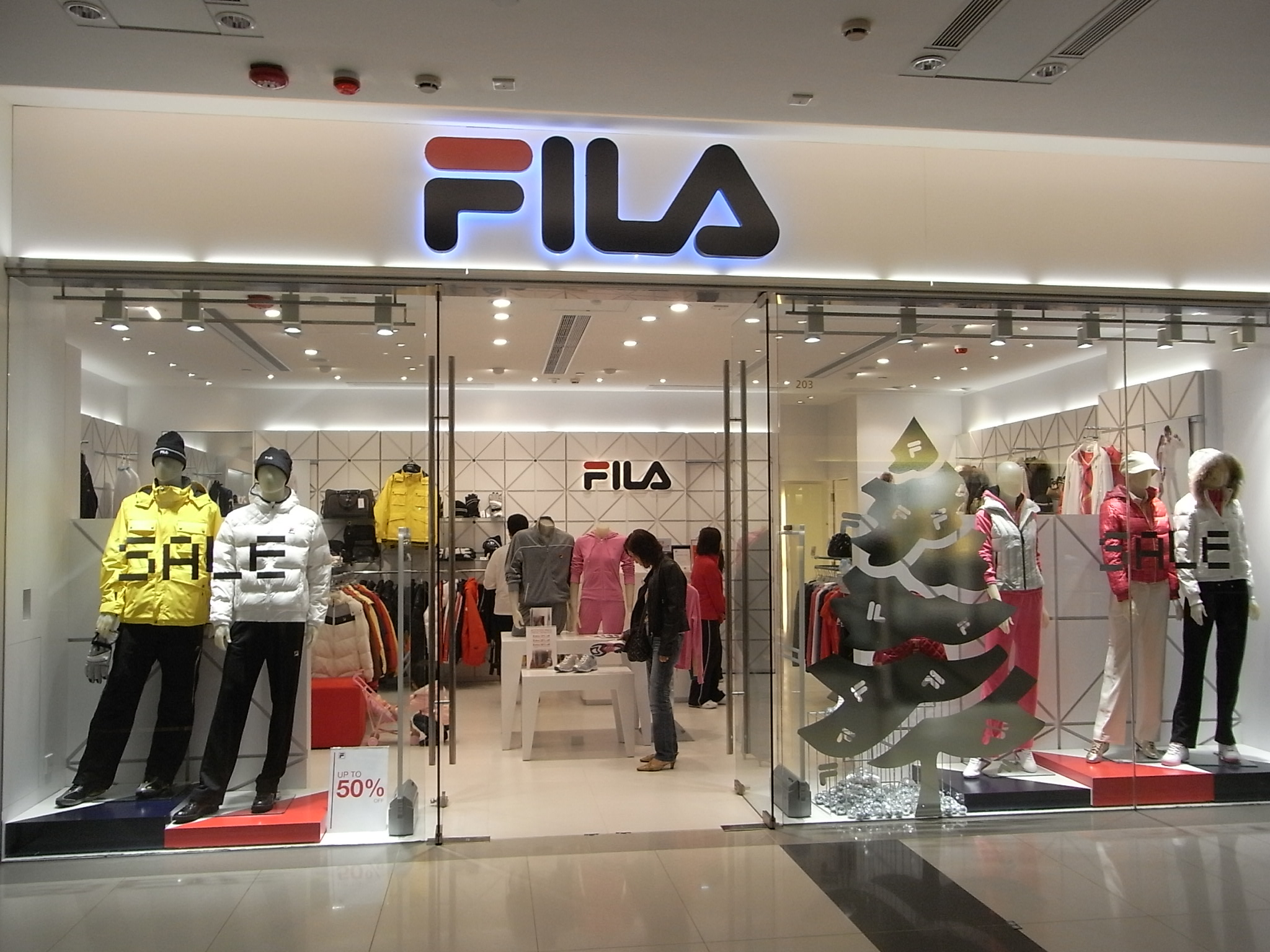
홍콩에 있는 휠라 대리점.

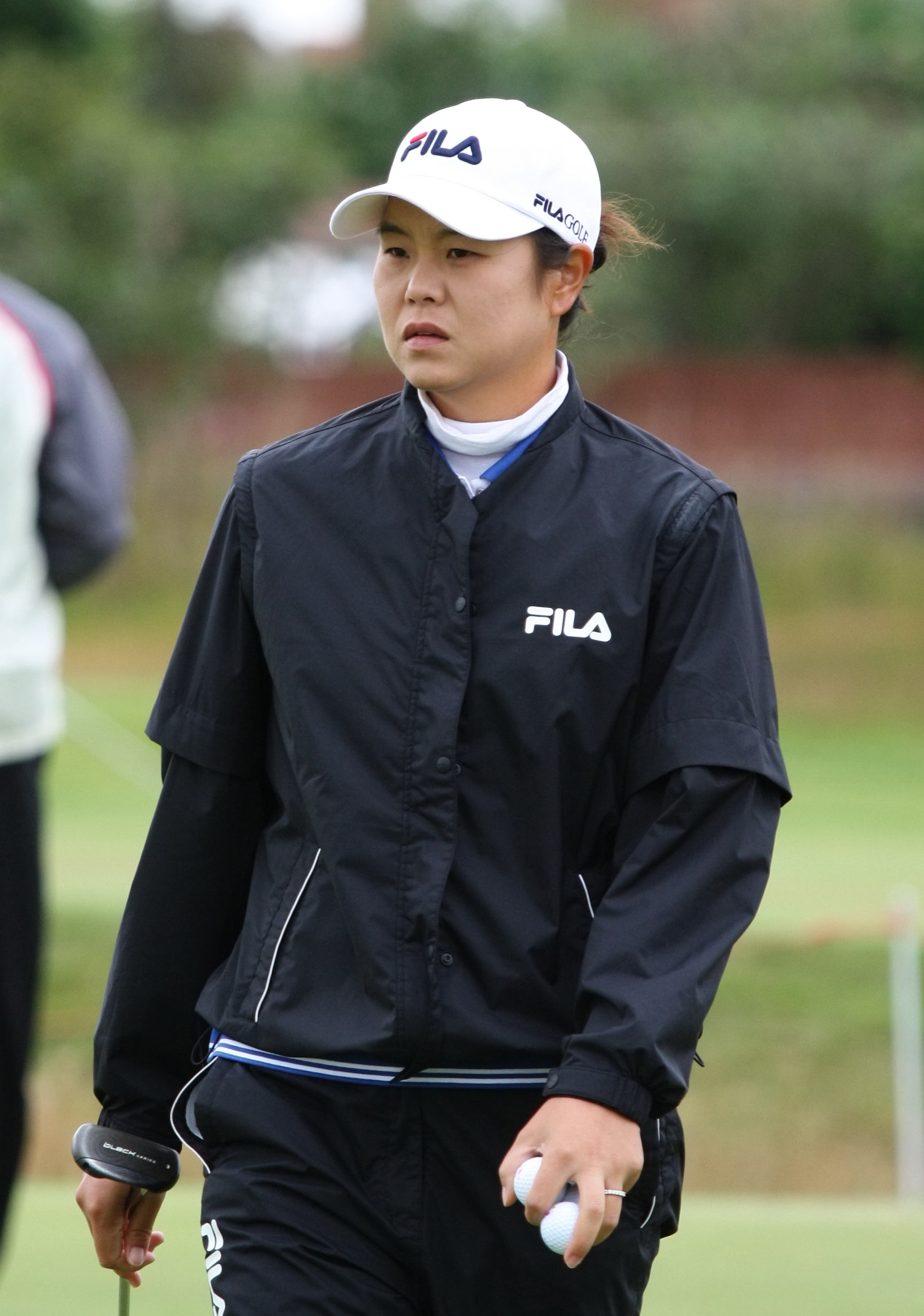
휠라 골프 후원을 받아 휠라 로고가 새겨진 모자를 쓰고 있는 한희원.

1911년 이탈리아 피에몬테주 비엘라에서 휠라 형제에 의해 창립되었고 원래는 알프스산맥에 거주하는 이탈리아인들을 위한 제품을 생산했으나 현재는 남자 스포츠 의류를 시작해 여성, 어린이, 운동 선수의 의류까지 생산하게 되었다.
2003년 휠라 코리아 대표 윤윤수가 3명의 휠라 본사 임원 및 미국의 헤지펀드 케르베로스 캐피탈 매니지먼트와 함께 지주회사인 SBI를 만들어서 MBO(내부경영자 인수 방식)를 통해 휠라를 인수하였다. 하지만 윤윤수의 SBI 지분은 3.5%에 머물렀고 이에 2005년 윤윤수를 포함한 휠라 코리아의 한국인 경영진은 SBI가 가진 휠라 코리아 지분을 완전히 사들인다. 결국 2007년 휠라 코리아는 자회사인 GLBH 홀딩스를 통해 SBI로부터 휠라 룩셈부르크를 인수하면서, 전 세계 휠라 브랜드를 관리하게 되었다.
현재 대한민국의 강원 FC, 제주 유나이티드, 인천 대한항공 점보스, 두산 베어스, CJ 엔투스, 브라질의 피게이렌시 FC와 보타포구 FR을 후원하고 있다.

## 스폰서

### 축구

#### 클럽
AFC
- 강원 FC (2022 ~ 현재)
- 부산 아이파크 (2007 ~ 2011)
- 제주 SK FC (2000 ~ 2001 / 2022 ~ 현재)

CONMEBOL
- 피게이렌시 FC
- 보타포구 FR

### 야구

#### 클럽
- 두산 베어스

### 배구

#### 클럽
- 인천 대한항공 점보스

### 펜싱
- 국가대표 펜싱 대표팀

### E스포츠

#### 클럽
- CJ엔투스
- SK텔레콤 T1
- KT 롤스터

### 평창동계올림픽
- 스피드 스케이팅

## 같이 보기
- 나이키
- 아디다스
- 푸마
- 리복
- 르꼬끄 스포르티브